# Ráskai-patak
A Ráskai-patak Taliándörögdtől nyugatra ered, Veszprém vármegyében. A patak forrásától kezdve délkeleti irányban halad, Kapolcsig, ahol beletorkollik az Eger-patakba.
A Ráskai-patak vízgazdálkodási szempontból a Balaton közvetlen Vízgyűjtő-tervezési alegység működési területéhez tartozik.

## Part menti települések
- Taliándörögd
- Kapolcs